# Хмари
«Хмари» (с укр. — «Облака»; стилизуется как «ХМАРИ»)  — студийный альбом российского хип-хоп исполнителя и продюсера Galat, вышедший 22 июля 2022 года. Альбом состоит из девяти треков.

## Предыстория
«Я себе сольник писать не буду. Во-первых, потому что я собираюсь себе как Галат музыку писать в будущем. Это отдушина. Писать сольник именно для Кроки Боя, мне кажется, бессмысленно, потому что это прямо рэп-рэп, и какие-то прям инновационные штуки там не придумать».
После выпуска своего третьего альбома Youth рэпер занялся продюсированием группой «Френдзона» и другими исполнителями, такими как Дора и Нексюша. В 2019 году на интервью Афиша Daily Галат заявил, что не будет себе писать музыку под псевдонимом Кроки Бой и будет выпускать треки как Galat. На интервью Института музыкальных инициатив он официально заявил о том, что работает над своим альбомом.

## Об альбоме
«Хмари» был выпущен спустя 5 лет после выхода его третьего альбома Youth. В записи релиза приняли участие другие исполнители, такие как Дора, Baby Sasha, Маломира, бывший участник «Френдзоны» Мэйклав и группа «Космонавтов Нет».

## Отзывы
Алексей Мажаев, рецензент издания InterMedia, охарактеризовал альбом, как «чиллаут-рэп». Он считает, что кому-то альбом покажется «мягким и трогательным, кому-то слишком вялым». Критик назвал трек «По ту сторону забора» детской, далее он обращает внимание на песню «Навсегда и ещё на чуть-чуть», Алексей пишет, что песня «не удерживаются на грани сюсюканья и переходят её».
Николай Овчинников из Афиша Daily, пишет, что альбом не похож на старый рэп Галата и на музыку «Френдзоны» тоже. «Такой чиллово-романтичный, летний и совершенно беззлобный рэпчик для максимального расслабона тела и души» — пишет критик. The Flow пишет в своей рецензии — «это романтичный поп-рэп о поцелуях в метро, летних ночах и вечно не застеленной кровати».

## Список композиций
Адаптировано под Apple Music.
| №                   | Название                                                      | Длительность |
| ------------------- | ------------------------------------------------------------- | ------------ |
| 1.                  | «Колюще-режущий»                                              | 2:12         |
| 2.                  | «По ту сторону забора»                                        | 2:59         |
| 3.                  | «Навсегда и еще на чуть-чуть» (совместно с «Космонавтов Нет») | 2:52         |
| 4.                  | «В парадной без лифта»                                        | 3:17         |
| 5.                  | «В длинных рукавах»                                           | 2:59         |
| 6.                  | «Возвращаться назад»                                          | 2:30         |
| 7.                  | «Облака в четырёх стенах»                                     | 2:09         |
| 8.                  | «Закрой глаза и смотри»                                       | 2:24         |
| 9.                  | «Разбуди меня весной II»                                      | 3:23         |
| Общая длительность: | Общая длительность:                                           | 24:45        |

### Не указанные гостевые участия
- В песне «В длинных рукавах» звучит вокал Доры[11]
- В песне «Возвращаться назад» звучит вокал Маломира[12].
- В песне «Облака в четырёх стенах» звучит вокал Baby Sasha[13].
- В песне «Разбуди меня весной II» звучит вокал Мэйклава[14].